# 田中カ子
田中カ／田中 カ子（たなか カネ、1903年〈明治36年〉1月2日 -  2022年〈令和4年〉4月19日）は、日本のスーパーセンテナリアン。ジャンヌ・カルマンに次いで史上2番目に長生きしたとされる日本人女性 。「カ子」の「子」は本来は漢字の「子」ではなく、「ネ」の異体字である。福岡県福岡市出身。2018年7月22日に都千代が死去してから自身が死去するまでの期間、存命者の長寿日本一並びに世界一であった。2020年9月19日には田島ナビの記録を上回り、日本及びアジアの歴代最高齢記録を更新した。確証のある日本人として初めて118歳・119歳の誕生日を迎えた。更に、2022年4月10日に世界歴代2位の長寿記録を22年ぶりに更新した。また、確証のある1903年生まれの世界最後の存命者であった。

## 来歴

### 出生から終戦まで
1903年（明治36年）1月2日、福岡県糟屋郡和白村（現・福岡市東区和白）の農家、太田家の三女（9人兄弟の第7子）として誕生。田中の生まれた1903年はライト兄弟が人類初の有人動力飛行に成功した年で、翌1904年（明治37年）に日露戦争が開戦した。
1915年（大正4年）に和白尋常高等小学校（現福岡市立和白小学校）を卒業後、12歳で子守りとして奉公に出る。1922年（大正11年）1月6日、19歳のときに1歳年上（同学年）のいとこの田中英男と結婚。家族で「田中餅屋」という店を西戸崎で営み、餅やぜんざい、うどんなどの店頭販売を行っていた。加えて、松葉（燃料）・砂利・縄の販売、船舶による運送、店舗（乾物屋）の賃貸など、経営は多岐にわたっていた。戦時中は、博多海軍航空隊内にうどん店を出店した。
英男との間に4人の子（2男2女）を授かった。長女の悦子が1929年1月23日に生後1カ月で夭折した後、自身の姉である堺ハナの次女のハツエ（当時7歳）を養女として引き取った。更に戦時中は早世した英男の妹夫婦の子供3人も預かって育てていたが、養女ハツエは1945年（昭和20年）2月19日に23歳で死去した。戦後に次女の和子を授かったが、1947年（昭和22年）9月26日に1年3カ月で死去した。
夫の英男は、1923年（大正12年）1月に徴兵検査を受け、甲種合格となり入営したものの、同年10月に病気により除隊した。1937年（昭和12年）に日中戦争に召集され、1939年（昭和14年）1月6日に帰還。後に再召集され、ガダルカナル島の戦いで飢餓に陥るも、転進命令によって命を拾った。一方、長男の信男は1942年に水戸陸軍飛行学校に入学し、翌年から朝鮮と満洲に出征した。終戦後はウランバートルに抑留されたものの、比較的恵まれた捕虜生活を送り、1947年（昭和22年）11月5日に帰還した。

### 終戦以降
戦後、1950年（昭和25年）に駐留米軍や牧師の影響で英男と一緒にキリスト教に入信し、1959年（昭和34年）に夫婦で日本バプテスト連盟西戸崎バプテスト教会内にさざなみ幼稚園を設立し、1997年（平成9年）に閉鎖するまで運営した。その後も夫婦で餅屋の切り盛りをしていたが、63歳の時に隠居。その間、いとことハワイ旅行に出かけたり、子供や孫の元へ出かけたりしたという。また、1970年代に結婚50年を記念してロサンゼルスに行ったり、カリフォルニア州とコロラド州の親戚を訪ねたりしたことがあるという。1970年（昭和45年）には生花店を始め、80歳手前になるまで働き続けた。その後も102歳で施設に入所するまで店頭に立つことがあった。
70年以上連れ添った夫の英男は晩年に認知症を患い、腹膜炎で入院した末に1993年（平成5年）2月9日死去、90歳没。2005年（平成17年）5月5日、家業を継いだ長男の信男が大腸癌により死去、80歳没。同年、102歳で福岡市東区の有料老人ホーム「グッドタイムホーム1・海の中道」に入居した。田中が107歳を迎えた2010年（平成22年）に、その人生の歩みを綴った伝記を次男夫妻が自費出版した。
何度か大病を患ったことがあり、1938年（昭和13年）7月にパラチフスに養女とともに感染。45歳で膵臓癌の手術、76歳で胆石の除去手術、90歳で白内障手術を経験。また有料老人ホーム入所後も103歳で大腸癌の手術を経験した。
2021年1月2日の118歳の誕生日時点でも食欲は旺盛で、当日も粥や野菜スープなどを食べたほか、老人ホームの職員から「誕生日おめでとうございます」と声をかけられると手を叩いて喜び「ありがとう」「みんな拍手してください」などと話した。
2021年9月、朝日新聞による老人の日に際した取材で、眠っている時間が長くなり日常会話が難しくなっているが、職員の問いかけには親指を立てるサインで答えるなどしており、施設内ではオセロに興じ、「おなかがすいた」などと話すこともあると報じられた。また、家族によると、夏に一時体調を崩して入院したが、9月までに退院したという。また、同時期に厚生労働省が発表した資料によると、車いすでの移動が多くなったものの、大好物のコーラやチョコレートを食べていたという。

### 死去
2022年4月19日午後6時11分、老衰により福岡市内の病院で死去。葬儀・告別式は29日午前10時に福岡市東区の斎場で行われ、喪主は姪（次男の妻）が務めた。田中の孫によれば、カ子は前年（2021年）末から体調を崩して入退院を繰り返していたが、突然の死去であった。

## 長寿記録
- 2014年3月18日、111歳75日でジェロントロジー・リサーチ・グループ (GRG) によって正式に年齢が検証される[47]。
- 2018年7月22日、都千代の死去に伴い、115歳201日で長寿日本一並びに長寿世界一となった。
- 2019年3月9日、116歳66日でギネス・ワールド・レコーズ社より「存命中の世界最高齢」に公式認定され、認定証が授与された[48]。その際に報道陣からこれまで一番楽しかったことについて尋ねられると「今」と答えた[48]。
- 同年6月18日、マリア＝ジュゼッパ・ロブッチ＝ナルジーゾの死去により、1903年生まれ最後の生き残りとなる[49]。
- 2020年9月19日、117歳261日で田島ナビの記録を上回り、日本史上最高齢記録保持者となった[1][2]。
- 2022年1月26日、国内2番目の長寿者だった乙成ヨシの死去により、日本では明治30年代生まれ最後の存命者となった。
- 同年4月10日、119歳98日でサラ・ナウスの記録を上回り、ジャンヌ・カルマン（122歳164日）に次ぐ世界歴代2位の長寿となった。
- 同年4月19日、119歳107日で死去。これにより、次代の世界最高齢者はフランスのリュシル・ランドン、日本国内最高齢者は大阪府の巽フサとなった。また、1903年生まれの人物、および明治30年代生まれの日本人の存命者は皆無となった。
- なお、その後にカルマンの没年齢に対して疑惑や異論が唱えられるようになったため、今後の状況次第では田中が繰り上げで世界歴代1位の長寿として、改めてギネス世界記録に認定される可能性が残されている。

## 逸話

### 前半生
- 「カ子」という名前は、隣の新宮村湊地区にあった、太田家が米を納めていた酒造屋「萬屋」の高齢女性の名前に由来する[14]。
- 生まれた時は乳も飲めぬ未熟児だった[14]。
- メモ魔であり、思い出したことや面白いと思ったことは、何でも絵や字にする[50]。
- 幼少期は負けん気が強く（地元の有力者である）庄屋の娘が相手でも口論した[51]。
- 家族の思い出として、1929年（昭和4年）に夫の英男および長男の信男と行った別府・耶馬渓旅行を振り返っている[52]。
- 人生で一番苦しかった時期として、パラチフスに罹患して3カ月入院し、その後も2カ月立てず休業を余儀なくされた頃、および戦時中に男手のない状況で、義親や親族の子供3人を含めた家族を支えた頃を挙げている[33][53]。
- 90歳で白内障の手術を受けた後、世界が明るく見えるようになった。同時に、今まで着ていた服を「なんでこげんババ臭い服ば着とったちゃろか」と感じ、明るい服を着るようになった。また、パチンコが好きなため、玉がよく見えるようになったと喜んだ[54]。

### 施設入居後
- 他の老人ホームの入居者からは「お母さん」と慕われていた[55]。
- 趣味は勉強をすることで、週に1度、算数教室に参加したり、詩を作ったりしていた[17][30]。
- 長寿の秘訣はオセロで[56][57]、老人ホーム内の入居者やスタッフと毎日対決しており、負けず嫌いな性格のため、勝つまで何局も続けることがあったという。
- 食べ物の好き嫌いはなく、1日3食の食事をほぼ完食した。また甘いものが好物で、コーラ、缶コーヒー、栄養ドリンク、炭酸飲料などを毎日3本は飲んでいた[17]。
- イタズラ好きで、しばしば職員をからかった。一方で、「私はいいから、他の人の面倒を見に行きんしゃい」と職員を気遣うこともあった[3]。
- 2007年（当時104歳）に上京した際、私立中学1年生および小学5年生（中学受験勉強中）の曾孫姉妹と漢字の書き取り対決[注釈 5]を行い、曾祖母のカ子が圧勝した[58]。
- 次男の恒男との親子関係は良好だったものの、口論も絶えなかった。だが、恒男は70代になっても、母親のカ子から「私の歳になればわかる」と言われると反論できなかった[59]。
- 2010年のある日、横浜で会社会長の恒男（当時80歳）が、その息子（カ子の孫）で社長の英治（当時50歳）に用事を言い付ける様子を見て、カ子は「英治は仕事で忙しいとやから、それぐらい暇なあんたがやらにゃ」と恒男を叱った。英治は「おかげで社長の仕事がはかどった」と喜んだ[60]。

## 親族
- 実父は「勉強より生き方が大事」と語っていたと、実母は夫（実父）に従っているだけの人だったと触れている[61]。1935年4月に両親は金婚式を挙げたが[14]、実母は1939年頃に死去した[62]。
- 太平洋戦争が勃発する前は、渡米した兄や母方の伯父から衣類・砂糖・塩などが送られた[63]。
- 次男の恒男は明治大学経済学部経済学科を卒業、教科書販売会社に就職した後、1970年に横浜市で紙器を生産する「株式会社タナカ」を創業した[64][65]。恒男は2017年に死去したが、母親のカ子には存命中に明かされなかった。カ子の曾孫は、口には出さないが、カ子は気付いていただろうと推測している[66]。
- 恒男の妻、禮子は、カ子の末弟（末っ子）である太田清の娘（カ子の姪・恒男のいとこ）である[19]。
- 弟の太田清は、肺癌により1993年死去、86歳没[67]。次姉の堺ハナは1998年死去、98歳没[68]。2歳下の妹の堺ナヲは、2010年9月の時点で、福岡市東区の老人ホームにて存命（当時105歳）だった[14][69]。

## 出演
- 『アサデス。』元気に長生きする秘けつ（2017年9月19日、KBC九州朝日放送）
- 『西郷どん』スペシャル(3)（2018年10月20日、NHK）※VTR出演
- 『今夜くらべてみました』（2018年11月21日、日本テレビ）
- 『林修の今でしょ!講座』3時間スペシャル（2019年1月29日、テレビ朝日）
- 『ありえへん∞世界』言われてみれば調べてなかった！意表を突く大調査2時間SP（2020年1月28日、テレビ東京[70]）